# 复杂适应系统
复杂适应系统又稱复杂自适应系统，是由约翰·霍兰德於1992年提出的一個概念，在一個复杂系统中，系統內各個成員相互作用，並且通過學習來協調各自的行為方式，使得系統不斷進化和演變。